# Jakub Bieliński
Jakub Bieliński (ur. ok. 1514, zm. 7 czerwca 1583) – biskup rzymskokatolicki. 

## Życiorys
Ukończył Akademię Krakowską. Od 1542 kanonik płocki, archidiakon pułtuski od 1546 do 1583. W 1546 mianowany sufraganem płockim i tytularnym biskupem lacedemońskim. Jego bratem był Jan Bieliński.